# Clare Peploe
Clare Peploe, née en 1942 à Dar es Salaam au Tanganyika (Tanzanie actuelle) et morte le 23 juin 2021 à Rome (Italie),, est une réalisatrice et scénariste britannique.

## Biographie
Née en 1942 à Dar es Salaam au Tanganyika (Tanzanie) de parents britanniques et élevée entre le Royaume-Uni et l'Italie, Clara Peploe a développé un intérêt pour le cinéma et l'art dès son plus jeune âge. Elle a d'abord étudié à la Sorbonne à Paris, puis à l'université de Pérouse. 
Épouse depuis 1979 de Bernardo Bertolucci, avec qui elle a collaboré à plusieurs reprises, elle est la sœur de Mark Peploe, également scénariste et réalisateur.

## Filmographie

### Réalisatrice
- 1981 : Couples and Robbers (court-métrage)
- 1987 : Soleil grec (High Season)
- 1995 : Miss Shumway jette un sort (Rough Magic)
- 2001 : Le Triomphe de l'amour (The Triumph of Love)

### Scénariste
- 1970 : Zabriskie Point de Michelangelo Antonioni
- 1979 : La Luna de Bernardo Bertolucci
- 1981 : Couples and Robbers (court-métrage)
- 1987 : Soleil grec (High Season)
- 1995 : Miss Shumway jette un sort
- 1998 : Shandurai de Bernardo Bertolucci
- 2001 : Le Triomphe de l'amour